# 大角与左衛門
大角 与左衛門（おおすみ よざえもん、生没年不詳）は、江戸時代初期、豊臣秀頼の代の大坂城にて台所頭を務めた人物。大道寺友山『駿河土産』において言及され、それを引いた『徳川実紀』にも記述がある。姓は同音の大隅に、与左衛門も与右衛門とする書籍もある。

## 経歴
与左衛門は、もとは豊臣秀吉の代に台所で魚や鳥などを洗っていた下男で、取立てられて料理人を申付けられ、その後、料理人の頭となり、秀頼の代になると台所頭となった。
1614年（慶長19年）の大坂冬の陣では、秀頼の母・淀殿によって和睦交渉の使者として徳川家康が陣を敷いた茶臼山に赴いたが、翌1615年（慶長20年）の大坂夏の陣では、合戦終局の5月7日に謀反し、自分の手下に命じて大坂城の大台所に火を付けさせたといい、結果、全体に延焼した大坂城は灰燼に帰し、落城した。その後、与左衛門はこの働きを徳川家への御奉公だと申し立て、旗本に召出されたいと願っているうちに病死したとされるが、家康は彼について「元々下男だった者だが太閤の恩を得た奴である、恩知らずの不届者で憎い奴」と評したという。
『徳川実紀』台徳院殿御実紀では、火を放ったのは料理人の佐々孫助であるとされており、「一説」として大角与右衛門の名が掲載されている。

## 演じた俳優
- 樋浦勉（NHK大河ドラマ『真田丸』、2016年）